# 同人遊戲
同人游戏是业余的个人或者同人社团所制作的电子游戏，属于同人志的延伸用语，为同人的产物。同人游戏主要是对由公司出品的商业游戏的区别。类似的在英文中，indie game（independent game）独立游戏也是类似的含义，差异主要在于独立游戏往往要求全新创意，制造新的游戏类型风格，注重游戏；而同人游戏修筑在现有游戏基础之上，着重剧情、画面等，注重同人。
其中也分有原创作品，以及由原作衍生的二次创作物，目前知名的日本同人游戏如月姬、暮蝉悲鸣时、东方Project等皆为原创。

## 同人游戏制作工具
游戏制作需要企划、剧本、美术、程式、音乐五大专业的整合才能制作出一款游戏，相对其他同人创作来说是技术层面较高的，因此在同人游戏的发源地日本，发展出非常多同人游戏开发的工具。其中最具知名度的有月姬使用的NScripter以及Fate/stay night使用的吉里吉里。
除了上述以外，日本Enterbrain公司开发的游戏制作大师系列因为有中文代理，再加上图形用户界面（GUI）上手简单，也拥有相当的使用群众。
- NScripter
- 吉里吉里
- RPG制作大师系列
- 恋爱游戏制作大师系列
- 东方弹幕风

## 同人游戏社团
- 上海愛莉絲幻樂團 (東方Project系列)